# 大洲・八幡浜自動車道
大洲・八幡浜自動車道（おおず・やわたはまじどうしゃどう）は、愛媛県大洲市の大洲北只JCT（仮称）から愛媛県八幡浜市の保内ICに至る総延長約14 kmの地域高規格道路である。

## 概要
現道の国道197号は、愛媛県大洲市から八幡浜市を結ぶ主要幹線であるが、異常気象時の通行規制区間や、狭隘なトンネルが存在しており地域間交流の妨げとなっている。大洲・八幡浜自動車道の整備によってこうした交通上の障害を解消すると共に、交通の分散によって現道の歩行者の安全性向上、緊急輸送ネットワークの確立が図られる。また太平洋新国土軸の一部を担う路線であり、豊予海峡ルートを経て大分県と愛媛県を結ぶ地域高規格道路の候補路線である豊後伊予連絡道路と保内ICで接続する構想となっている。

### 建設状況
大洲・八幡浜自動車道は現在、終点側から、名坂道路が2013年3月17日に暫定2車線で、八幡浜道路が2023年3月25日に完成2車線でそれぞれで開通しており、大洲西道路、夜昼道路が事業中である。
- 名坂道路は、当初は2006年（平成18年）度開通予定であったが、談合事件による鉄橋メーカーの指名停止で大平高架橋建設が遅れた上に、八幡浜IC付近の用地買収難航により暫定ランプでの供用に計画変更された関係で、2007年（平成19年）度に供用予定がずれ込んだ。しかし暫定ランプでの供用開始直前の2007年（平成19年）12月に、八幡浜IC付近で地滑りの兆候が見られたため供用時期は再度白紙となった。地滑り対策により起業面積が増えたため、事業認定のやり直しの上、未買収地を土地収用するなど紆余曲折を経て、2010年（平成22年）3月末開通予定となった。しかし、建設予定地の地権者が建設に反対して土地を明け渡さない状態が続いたため開通はさらに遅れ、愛媛県は2011年（平成23年）11月に対象地域の住宅3棟に対して行政代執行に踏み切った[2]。地滑り対策工事の盛り土には八西トンネル工事で出た土が活用され[3]、2013年（平成25年）3月17日に開通した。開通後は西宇和郡伊方町にある伊方原子力発電所の原子力事故発生時の避難経路として、また今後発生が想定される南海トラフ地震発生時の復興車両の物資輸送路として、防災面での活用も期待されている[4]。
- 八幡浜道路は2005年（平成17年）度に事業化された[5][6]。2023年（令和5年）3月25日開通[7]。
- 夜昼道路は2013年（平成25年）度に事業化された[8][9][6]。
- 大洲西道路は2017年（平成29年）度に事業化された[10]。

## 歴史
- 1994年（平成6年）12月16日 : 地域高規格道路の計画路線（14 km）に指定[1]。
- 1995年（平成7年）8月23日 : 名坂道路（2 km）調査区間に指定[1]。
- 1996年（平成8年）8月30日 : 名坂道路整備区間に指定[1]。
- 1997年（平成9年）度 : 名坂道路が事業化[1]。
- 2004年（平成16年）3月30日 : 大洲市 - 八幡浜市間（12 km）調査区間に指定[1]。
- 2005年（平成17年）
  - 3月25日 : 八幡浜道路（4 km）整備区間に指定[1]。
  - 年度 : 八幡浜道路が事業化[5][1]。
- 2013年（平成25年）
  - 3月17日 : 名坂道路八幡浜IC - 保内IC間開通[11][12][13]。
  - 年度 : 夜昼道路が事業化[8][9]。
- 2017年（平成29年）度 : 大洲西道路が事業化[10][14][15]。
- 2023年（令和5年）3月25日 : 八幡浜道路 八幡浜東IC - 八幡浜IC間開通[7]。

### 開通予定年度
- 未定 : 大洲北只JCT（仮称） - 八幡浜東IC

## 構成する道路

### 大洲西道路
- 起点 : 愛媛県大洲市黒木（大洲北只JCT・仮称）
- 終点 : 愛媛県大洲市平野町野田（大洲平野IC）
- 総延長 : 3.3 km
- 規格 : 第1種第4級
- 車線数 : 完成2車線
- 設計速度 : 60 km/h
- 開通予定 : 未定

### 夜昼道路
- 起点 : 愛媛県大洲市平野（大洲平野IC）
- 終点 : 愛媛県八幡浜市郷（八幡浜東IC）
- 総延長 : 4.2 km
- 規格 : 第3種第3級
- 車線数 : 完成2車線
- 設計速度 : 60 km/h
- 開通予定 : 未定

### 八幡浜道路
- 起点 : 愛媛県八幡浜市郷（八幡浜東IC）
- 終点 : 愛媛県八幡浜市大平（八幡浜IC）
- 総延長 : 3.8 km
- 規格 : 第3種第3級
- 車線数 : 完成2車線
- 設計速度 : 60 km/h
- 開通 : 2023年（令和5年）3月25日[7]

### 名坂道路
- 起点 : 愛媛県八幡浜市大平（八幡浜IC）
- 終点 : 愛媛県八幡浜市保内町喜木（保内IC）
- 総延長 : 2.3 km （本線部）・3.1 km （事業延長）
- 規格 : 第1種第3級
- 車線数 : 暫定2車線
- 設計速度 : 80 km/h
- 計画交通量 : 11,123台/日
- 供用開始 : 2013年（平成25年）3月17日

## インターチェンジなど
- 全区間愛媛県内に所在。
- IC番号欄の背景色が■である区間は既開通区間に存在する。
施設欄の背景色が■である区間は未開通区間または未供用施設に該当する。
未開通区間の名称は仮称である。

| IC 番号                      | 施設名      | 接続路線名                 | 起点から (km) | 備考   | 所在地   |
| ---------------------------- | ----------- | -------------------------- | ------------- | ------ | -------- |
| 21                           | 大洲北只JCT | E56 松山自動車道・大洲道路 | 0.0           |        | 大洲市   |
|                              | 大洲平野IC  | 国道197号                  | 3.3           | 事業中 | 大洲市   |
|                              | 八幡浜東IC  | 国道197号                  | 7.5           |        | 八幡浜市 |
|                              | 八幡浜IC    | 国道197号                  | 11.3          |        | 八幡浜市 |
|                              | 保内IC      | 国道197号                  | 13.6          |        | 八幡浜市 |
| 豊後伊予連絡道路（候補路線） |             |                            |               |        |          |

## トンネル・橋梁など

### 大洲西道路
- 設計中

### 夜昼道路
- 新夜昼トンネル (2,690 m)
- 新千丈川橋 (150 m)

### 八幡浜道路
- 千丈トンネル (1,809 m)
- 松柏トンネル (1,090 m)
- 郷高架橋 (220 m)

### 名坂道路
- 八西トンネル (1,865 m)
- 斐光橋 (145.5 m)
- 大平高架橋 (185 m)
- 神越高架橋 (245 m)